# John Clauser
John Francis Clauser (ur. 1 grudnia 1942 w Pasadenie) – amerykański fizyk doświadczalny, zajmujący się interferometrią i mechaniką kwantową, związany z Lawrence Livermore National Laboratory i University of California at Berkeley. Laureat Nagrody Wolfa w kategorii fizyka w 2010 r. oraz Nagrody Nobla w dziedzinie fizyki w 2022 r. – za eksperymenty ze splątanymi fotonami, ustalenie naruszenia nierówności Bella i pionierską informatykę kwantową (razem z Alainem Aspectem i Antonem Zeilingerem).